# Eurycletodes uniarticulatus
Eurycletodes uniarticulatus är en kräftdjursart som beskrevs av Smirnov 1946. Eurycletodes uniarticulatus ingår i släktet Eurycletodes och familjen Argestidae. Inga underarter finns listade i Catalogue of Life.